# Coșteiu

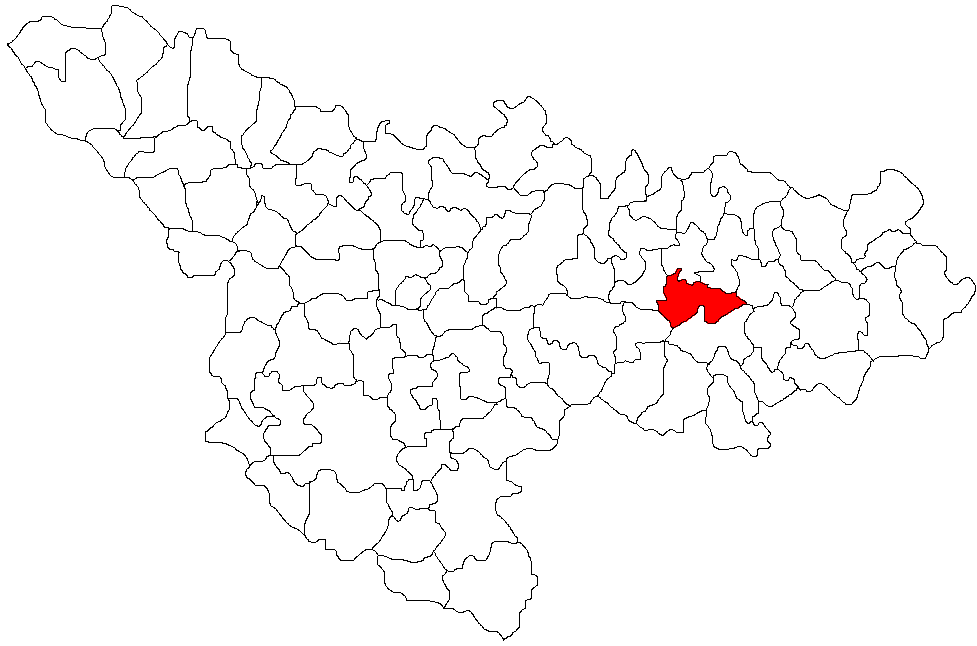
Lage der Gemeinde Coșteiu im Kreis Timiș

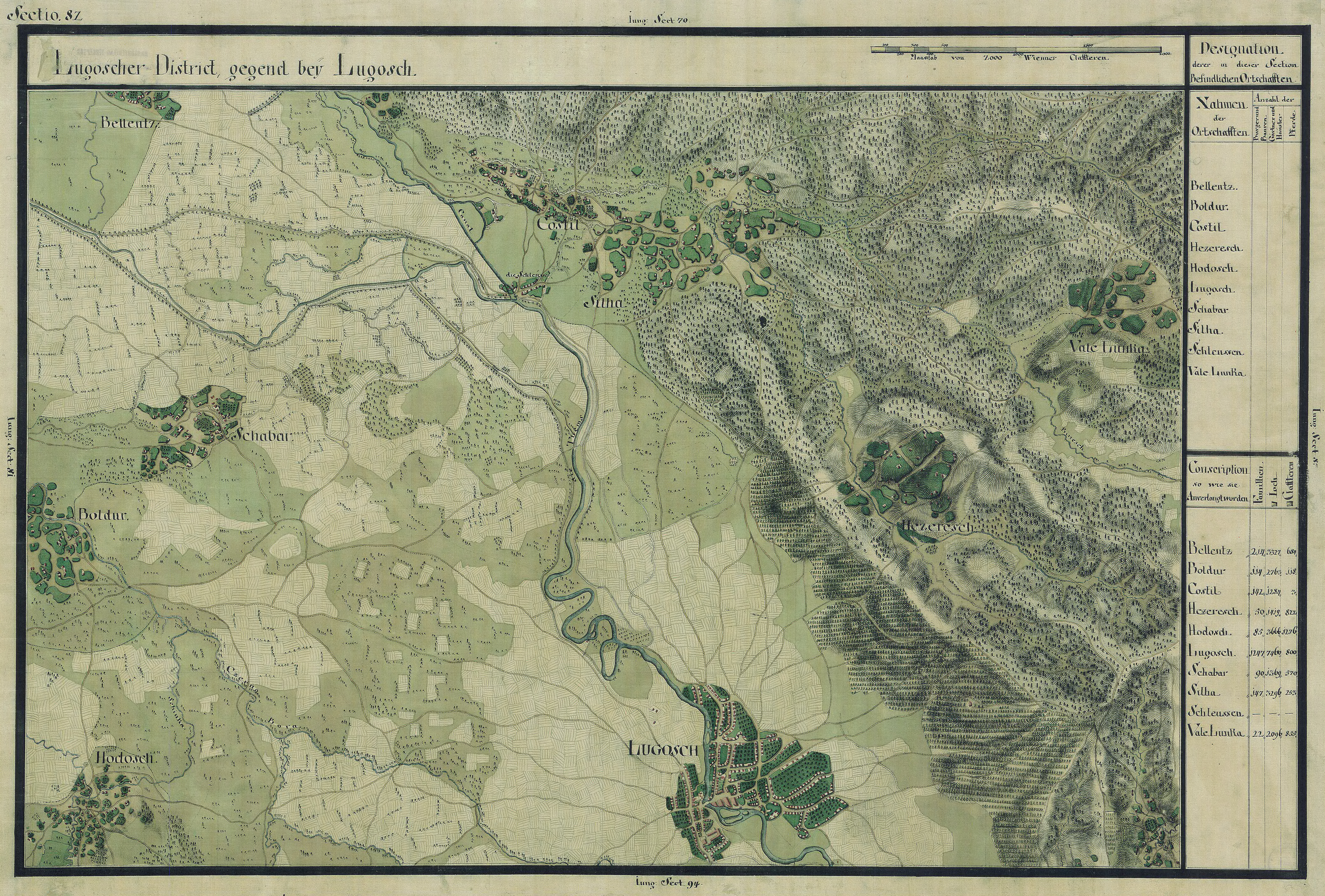
Coșteiu auf der Josephinischen Landaufnahme (1769–1772)

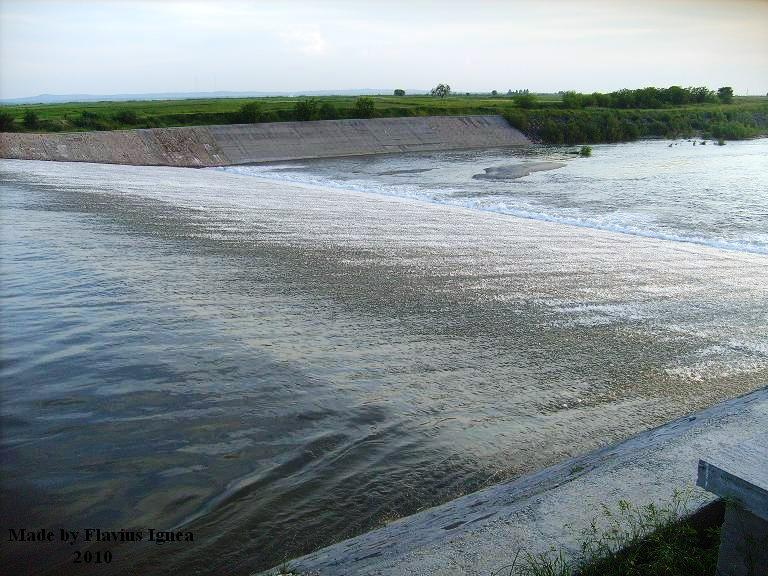
Schleuse von Coșteiu

Coșteiu (ungarisch Kastély oder Kostély) ist eine Gemeinde im Kreis Timiș, in der Region Banat, im Südwesten Rumäniens. Coșteiu entstand durch die Zusammenlegung der Dörfer Coșteiu Mare (1924: Coșteiul Mare, ungarisch: Nagykastély) Coșteiu Mic und Sâlha. Zur Gemeinde Coșteiu gehören auch die Dörfer Hezeriș, Păru, Țipari und Valea Lungă Română.

## Geografische Lage
Coșteiu liegt im Südosten des Kreises Timiș, 7 Kilometer nordöstlich von Lugoj, an der Nationalstraße DN6 Lugoj–Timișoara.

## Nachbarorte
| Babșa  | Țipari                                      | Cliciova           |
| Belinț | Kompassrose, die auf Nachbargemeinden zeigt | Valea Lungă Română |
| Boldur | Lugoj                                       | Hezeriș            |

## Geschichte
Urkundlich wurde der Ort 1597 erstmals erwähnt. Die Ortschaft entstand um ein mittelalterliches Kastell. Diesem verdankt es auch seinen Namen Kastely. Auf der Josephinischen Landaufnahme von 1717 wurde der Ort unter der Bezeichnung Gustik geführt. Nach dem Frieden von Passarowitz (1718), als das Banat eine Habsburger Krondomäne wurde, war Kastely Teil des Temescher Banats.
Eine wichtige Rolle in der Geschichte von Coșteiu hat der Begakanal. 1728 begannen die Arbeiten am Kanal. Zur Regulierung der Bega legte der holländische Ingenieur Maximilian Emmanuel Fremaut zwischen 1758 und 1760 bei Coșteiu einen Staudamm an, zur Regulierung der Wassermengen aus der Temesch in die Bega.
Nach dem Österreichisch-Ungarischen Ausgleich (1867) wurde das Banat dem Königreich Ungarn innerhalb der Doppelmonarchie Österreich-Ungarn angegliedert. Anfang des 20. Jahrhunderts fand das Gesetz zur Magyarisierung der Ortsnamen (Ga. 4/1898) Anwendung. Der amtliche Ortsname war Kastely. Die ungarischen Ortsbezeichnungen blieben bis zur Verwaltungsreform von 1923 im Königreich Rumänien gültig, als die rumänischen Ortsnamen eingeführt wurden.
Am 4. Juni 1920 wurde das Banat infolge des Vertrags von Trianon dreigeteilt. Der größte, östliche Teil, zu dem auch Kastely gehört, fiel an das Königreich Rumänien. Seitdem ist die amtliche Bezeichnung des Ortes Coșteiu.

## Demografie
Die Bevölkerungsentwicklung der Gemeinde Coșteiu:
| 1880 | 4456 | 4376 | 29   | 47 | 4              |
| 1910 | 6373 | 4281 | 2021 | 34 | 37             |
| 1930 | 5590 | 3876 | 1610 | 26 | 78             |
| 1977 | 4535 | 3642 | 814  | 19 | 60             |
| 2002 | 3830 | 3171 | 501  | 12 | 146            |
| 2021 | 3815 | 2959 | 374  | 7  | 475 (214 Roma) |